# Все включено 3: Суне в горах
«Все включено 3: Суне в горах» (швед. Sune i fjällen) — сімейна кінокомедія 2014 про родину Андерссонів, яка їде на гірськолижний відпочинок в Скандинавські гори разом з родиною Блікст.

## У ролях
| Актор                    | Роль    |
| ------------------------ | ------- |
| Вілльям Рінгстрем        | Суне    |
| Морган Аллінг            | Рудольф |
| Аня Лундквіст            | Карін   |
| Юліус Гіменес Гугосон    | Гокан   |
| Ганна Ельффорс Ельфстрем | Анна    |
| Юлія Дуфвеніус           | Сабіна  |
| Кайса Галлден            | Софі    |
| Ерік Юханссон            | Понтус  |
| Калле Вестердагл         | Рагнар  |
| Фріда Галлгрен           | Івонн   |
| Мальте Гордінгер         | Сантос  |
| Понтус Еклеф             | Роджер  |

## Створення фільму

### Виробництво

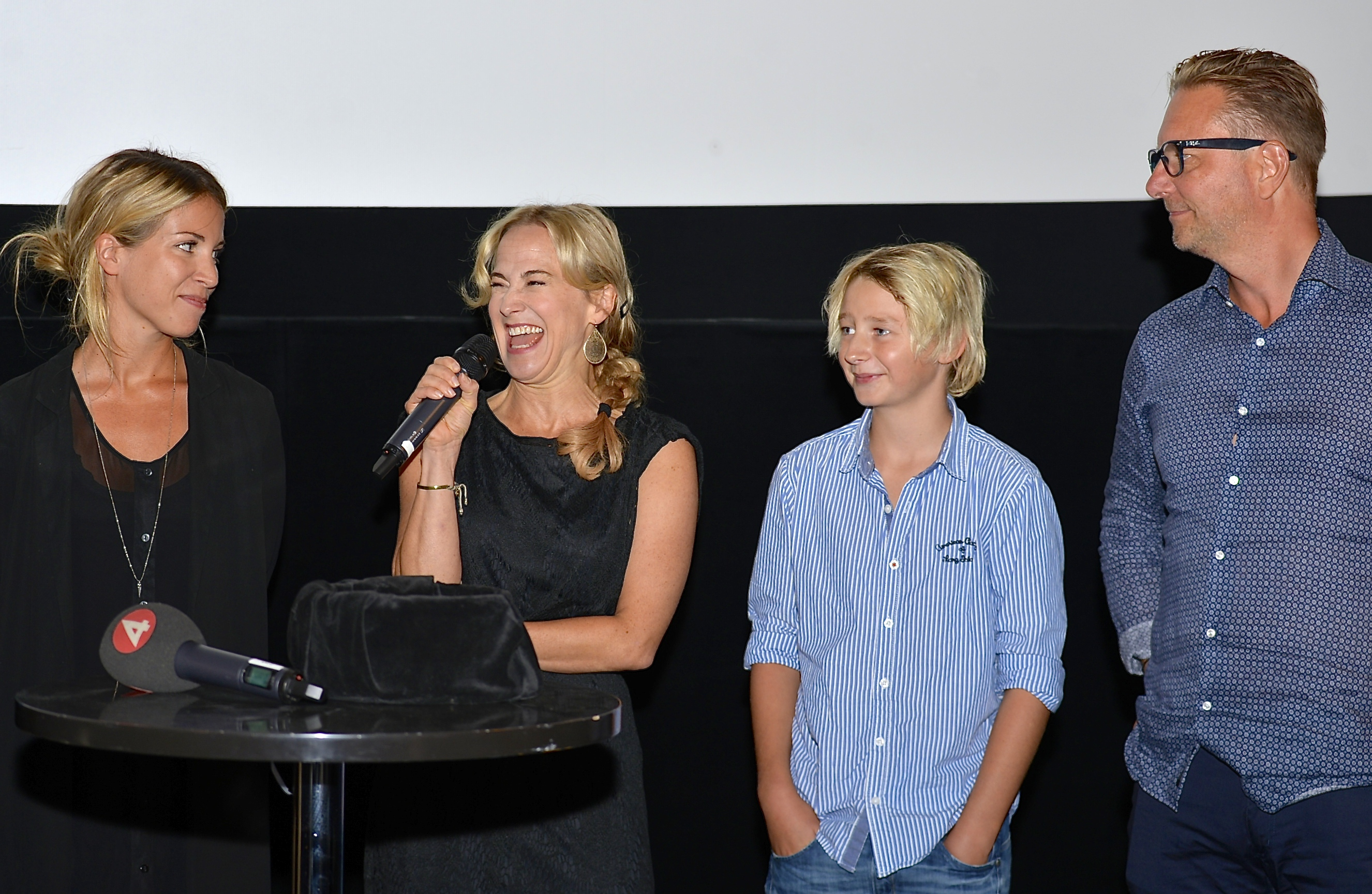
На презентації фільму у Стокгольмі: Тереза Аллден, Аня Лундквіст, Вілльям Рінгстрем, Патрік Райборн.

Зйомки фільму проходили на гірськолижних курортах в комуні Оре, а також в містах Естерсунд і Гетеборг.

### Знімальна група
- Кінорежисер — Густаф Окерблом
- Сценарист — Ганнес Голм, Серен Олссон
- Кінопродюсер — Тереза Аллден
- Виконавчий продюсер — Патрік Райборн
- Композитор — Адам Норден
- Кіномонтаж — Фредерік Моргеден
- Художник-постановник — Піа Валлін
- Художник-костюмер — Клара Агльстрем
- Підбір акторів — Туссе Ланде[5]

## Сприйняття
Рейтинг фільму на сайті Internet Movie Database — 3,8/10 (629 голосів).